# Parafia Najświętszego Serca Pana Jezusa w Białymstoku
Parafia pw. Najświętszego Serca Pana Jezusa w Białymstoku – rzymskokatolicka parafia należąca do dekanatu Białystok-Białostoczek, archidiecezji białostockiej, metropolii białostockiej.
Od 2023 proboszczem parafii jest ks. dr Adam Szot.  

## Historia parafii
Parafia została utworzona 25 czerwca 1973 roku.

## Kościół parafialny
Kościół parafialny pw. Najświętszego Serca Pana Jezusa, pierwotnie cerkiew Zaśnięcia Matki Bożej przy carskich koszarach 64 Kazańskiego Pułku Piechoty, wzniesiona po 1888 roku.